# Fasan i Dunwich
Fasan i Dunwich (engelsk originaltitel "The Dunwich Horror") är en skräcknovell av H. P. Lovecraft.
Novellen skrevs 1928 och publicerades i april 1929 i tidningen Weird Tales. Novellen översattes till svenska 1988 av Kerstin Wallin och publicerades i Sverige i novellsamlingen "Cthulhu 1", utgiven av Sam J. Lundwall.
"Fasan i Dunwich" utspelas i den fiktiva staden Dunwich som ligger i Massachusetts, USA.
Berättelsen handlar om Wilbur Whateley och de underliga händelserna kring hans födelse och uppväxt. Wilburs mor är en deformerad albinokvinna, hans far är dock okänd. Han växer upp och utvecklas i en onormalt snabb takt och är vuxen vid 10 års ålder. Fram till dess har hans morfar indoktrinerat honom i mörka ritualer och häxkonst.
Intrigen i berättelsen handlar om Wilburs begär att finna en originalutgåva av Necronomicon för att kunna öppna en portal åt "de äldres" (Old Ones) återkomst till jorden.